# Il suono per resistere
Il suono per resistere è un album del rapper Zampa pubblicato il 22 marzo 2006 dall'etichetta Vibrarecords ed è interamente prodotto da Jack the Smoker, che presta anche la voce nei brani Spywar(e) e Electrorapmusic. Gli ospiti sono Bassi Maestro, Jap, Ape, Asher Kuno, Bat One e Gomez.

## Tracce
1. La partenza Intro
2. Niente di nuovo dal fronte
3. Via da qui
4. Cade giù
5. Il suono per resistere
6. Spywar(e) - featuring Jack the Smoker e Ape
7. Skit 1
8. Chill
9. Mille sbatti - featuring Jap
10. Un anno terribile
11. Siamo ancora quaggiù
12. Musica e demoni - featuring Gomez
13. Skit 2
14. Il tempo delle scelte
15. Stanotte non finirà mai
16. Electrorapmusic - featuring Bassi Maestro
17. Me la vivo così
18. Skit 3
19. Quelli del '79
20. Verona City - featuring Jap
21. T.U. - featuring Asher Kuno e Bat One
22. Soli
23. Gabbiani